# Lâm Hữu Phúc
Haji Omar Lim Yew Hock (15 tháng 10 năm 1914 – 30 tháng 11 năm 1984), tên khai sinh là Lâm Hữu Phúc (tiếng Trung: 林有福, Lim Yew Hock), là một chính trị gia người Singapore và Malaysia, ông là một thành viên của cơ quan lập pháp Singapore từ năm 1948 đến năm 1963, và là thủ hiến thứ II của Singapore từ năm 1956 đến năm 1959.
Trong những năm đầu, Lâm Hữu Phúc làm công việc thư ký sau khi tốt nghiệp Học viện Raffles. Sau Chiến tranh thế giới thứ hai, ông tham gia phong trào lao động, rồi khởi đầu sự nghiệp chính trị, năm 1947 gia nhập Đảng Tiến bộ (PP). Năm 1949, ông chuyển sang làm thành viên của Công đảng. Ông thành lập Mặt trận Lao động (LF) cùng với David Marshall vào năm 1954. Chính cục Singapore sau Thế Chiến trở nên náo động, tiếng nói yêu cầu độc lập tại địa phương ngày càng tăng cao, trong bối cảnh này Singapore vào năm 1955 thực thi Hiến pháp Rendel. Mặt trận Lao động giành thắng lợi trong tổng tuyển cử Hội nghị Lập pháp trong cùng năm, Marshall làm thủ hiến. Lâm Hữu Phúc nhậm chức Bộ trưởng Lao động và Phúc lợi, kiêm phó thủ hiến.
Tuy nhiên, sau thất bại trong đàm phán với Chính phủ Luân Đôn về quyền tự trị, Marshall từ chức thủ hiến, Lâm Hữu Phúc tiếp nhiệm. Trong thời gian tại nhiệm, Lâm Hữu Phúc tiến hành đả kích hoạt động của phái tả, từ đó đạt được sự tín nhiệm của Anh. Ông lãnh đạo một phái đoàn liên đảng phái đàm phán tự trị với Anh, cuối cùng đạt thành hiệp định về một hiến pháp mới trao quyền tự trị toàn diện vào năm 1959. Tuy nhiên, Lâm Hữu Phúc thi hành biện pháp mạnh đối với phái tả, đặc biệt là vào năm 1956 và 1957 hai lần tiến hành trấn áp giáo viên và học sinh phái tả trong các trường Hoa ngữ, khiến ông đánh mất sự ủng hộ của cử tri gốc Hoa chiếm đại đa số tại Singapore. Ngược lại, Đảng Hành động Nhân dân dưới quyền lãnh đạo của Lý Quang Diệu từng bước phát triển.
Năm 1959, Lâm Hữu Phúc và Liên Minh Nhân dân Singapore do ông mới lập bị thất bại trước Đảng Hành động Nhân dân trong tổng tuyển cử Hội nghị lập pháp, khiến ông phải rời khỏi chức vụ thủ hiến, Lý Quang Diệu kế nhiệm với chức vụ thủ tướng. Từ đó về sau, Lâm Hữu Phúc dần ít tham gia vào chính sự Singapore, và rời khỏi Hội nghị lập pháp vào năm 1963. Năm sau, Thủ tướng Malaysia Tunku Abdul Rahman bổ nhiệm ông làm Cao ủy Malaysia tại Úc, tuy nhiên năm 1966 phát sinh sự kiện ông mất tích ly kỳ, khiến sự nghiệp của ông trên chính đàn Malaysia bị dừng lại. Trong những năm cuối đời, ông cải sang Hồi giáo, đồng thời chuyển đến sinh hoạt tại Ả Rập Xê Út, từ đó tuyệt tích trên chính đàn Singapore-Malaysia,

## Tiểu sử

### Những năm đầu đời
Lâm Hữu Phúc có quê tổ tại Phúc Kiến, sinh ngày 15 tháng 10 năm 1914 tại Singapore, Các khu định cư Eo biển. Ông là Hoa kiều thế hệ thứ ba tại địa phương, cha ông tên là Lâm Đức Lạc (Lim Teck Locke). Lâm Hữu Phúc là con cả trong gia đình, có một em trai và hai em gái. Ông từ nhỏ đã tiếp thu giáo dục Anh ngữ tại Trường Pearl's Hill và Trường Outram. Về sau do đạt thành tích xuất sắc nên ông giành được một học bổng bốn năm, nhập học Học viện Raffles danh tiếng và hoàn thành giáo dục trung học vào năm 1931.
Lâm Hữu Phúc nguyên có kế hoạch sau khi tốt nghiệp sẽ sang Anh học về pháp luật, đồng thời chuẩn bị tham gia khảo thí nhập học Đại học Cambridge. Tuy nhiên, cha ông đột nhiên từ trần vào năm 1931 nên kế hoạch bị bỏ dở. Cha ông mới 37 tuổi khi từ trần, gia tài để lại bị chú bác giám quản, Lâm Hữu Phúc chịu thêm đối xử lạnh nhạt. Do đương thời kinh tế Singapore chịu tác động sâu sắc của Đại suy thoái, sau khi tốt nghiệp trung học ông đi dạy kèm để giúp đỡ gia đình, gánh trách nhiệm nuôi dưỡng mẹ và ba em.
Năm 1934, Lâm Hữu Phúc được thuê làm thư ký sơ cấp cho Imperial Chemical Industries, rồi chuyển sang Cold Storage nhậm chức thư ký sơ cấp, từ đó có thu nhập khá ổn định. Sau đó, do có biểu hiện xuất sắc về tốc ký, ông được thăng làm tốc ký viên cơ mật. Trong thời gian Chiến tranh thế giới thứ hai, Nhật Bản phát động Chiến tranh Thái Bình Dương vào tháng 12 năm 1941, Singapore thất thủ vào tháng 2 năm 1942. Trong thời kỳ Nhật Bản chiếm đóng, Lâm Hữu Phúc sống nhờ buôn bán than gỗ, đến sau khi Nhật Bản đầu hàng vô điều kiện và Anh Quốc tái tiếp quản Singapore vào năm 1945, ông quay lại Cold Storage nhậm chức thư ký riêng.

### Sự nghiệp chính trị sơ khởi
Ngay từ sau Đại chiến, Lâm Hữu Phúc đã can dự vào hoạt động công đoàn. Năm 1947, ông từ bỏ công việc tại Cold Storage, đảm nhiệm Bí thư trưởng toàn thời gian của Công đoàn Văn chức và Nhân viên Hành chính Singapore (SCAWU). Trong tháng 3 cùng năm, ông trở thành người Singapore đầu tiên giành được học bổng của Hội đồng Anh, sang Anh khảo sát công đoàn địa phương và vận động hợp tác.
Dựa vào bối cảnh công đoàn của mình, Lâm Hữu Phúc vào năm 1947 gia nhập Đảng Tiến bộ mới thành lập, do Luật sư Trần Tài Thanh (Tan Chye Cheng) lãnh đạo, chuẩn bị cho sự nghiệp chính trị của mình. Sự thực là chính cục Singapore sau đại chiến xuất hiện chuyển biến lớn. Một mặt, cùng với quốc lực Anh suy giảm, tiếng nói cổ xúy độc lập tại địa phương ngày càng tăng, mặt khác, Chính phủ Anh sau đại chiến vào năm 1946 phế trừ Các khu định cư Eo biển, Singapore trở thành một lãnh địa thực dân hoàng gia, Hội đồng lập pháp của Các khu định cư Eo biển vào năm 1948 được tái cơ cấu thành Hội đồng lập pháp Singapore. Tháng 3 năm 1948, Singapore tổ chức tổng tuyển cử Hội đồng lập pháp lần đầu tiên để bầu sáu trong số 22 hội viên; ba trong năm ứng cử viên của Đảng Tiến bộ đắc cử. Lâm Hữu Phúc không tham gia ứng cử, song đến tháng 4 được bổ nhiệm làm nghị viên không chính thức của Hội đồng lập pháp, là đại biểu cho công đoàn trong Hội đồng.
Tháng 7 năm 1949, Lâm Hữu Phúc rút khỏi Đảng Tiến bộ và chuyển sang Công đảng Singapore, là chính đảng có lập trường gần gũi hơn với ông. Đến tháng 6 năm 1950, ông được bầu làm chủ tịch của Công đảng, đến tháng 7 cùng năm ông lại được chọn kiêm nhiệm Chủ tịch Công đoàn Văn chức và Nhân viên hành chính Singapore. Dưới sự ủng hộ của công đoàn, trong bầu cử Hội đồng lập pháp vào tháng 4 năm 1951 ông tranh cử tại khu vực Keppel, và thuận lợi đắc cử làm nghị viên dân cử của Hội đồng lập pháp. Trong cuộc bầu cử này, số ghế dân cử tăng từ sáu lên chín; Đảng Tiến bộ giành được sáu ghế, Công đảng giành được hai ghế, ghế còn lại thuộc về một ứng cử viên độc lập.
Trong tháng 5 năm 1951, Lâm Hữu Phúc sáng lập Tổng hội công đoàn Singapore (STUC) và được đảm nhiệm chức chủ tịch của tổng hội. Trong cùng năm, ông được Sở Thông tin Hoa Kỳ tài trợ đến Hoa Kỳ khảo sát hoạt động công đoàn. Tuy nhiên, đấu tranh bè phái nội bộ Công đảng lúc này ngày càng xấu đi. Phái do Bí thư trưởng Peter Williams đứng đầu thành công trong việc buộc Lâm Hữu Phúc từ nhiệm chủ tịch đảng. Cuối cùng ông phải rời khỏi Công đảng, còn Công đảng từ đó rơi vào cục diện trì trệ.

### Mặt trận Lao động
Không lâu sau khi rút khỏi Công đảng, Lâm Hữu Phúc được bổ nhiệm làm một ủy viên của Ủy ban Rendel do nhà ngoại giao Anh George Rendel chủ trì, thể chế này được chính phủ thực dân Singapore thành lập vào tháng 7 năm 1953 nhằm đề xuất ý kiến về phát triển hiến pháp tại Singapore. Đến tháng 2 năm 1954, Ủy ban Rendel đệ trình một báo cáo đề xuất về các cải biến lớn trong hiến pháp Singapore, hướng tới tự trị. Đồng thời kỳ, Lâm Hữu Phúc thành lập Mặt trận Lao động (LF) cùng với Francis Thomas và luật sư nổi tiếng David Marshall, chủ tịch của đảng là Marshall.
Tháng 2 năm 1955, Singapore căn cứ theo kiến nghị của Ủy ban Rendel, chính thức thi hành hiến pháp mới. Căn cứ theo Hiến pháp Rendel, Singapore lần đầu tiên thiết lập Hội nghị lập pháp với đa số ghế do dân cử, thay thế Hội đồng lập pháp hiện hữu. 25 trong 32 ghế được bầu theo hình thức phổ thông, bốn ghế do Thống đốc Singapore ủy nhiệm, ba ghế phân biệt do Bố chính ty, Luật chính ty và Tài chính ty sung nhiệm, ghế còn lại là nghị trưởng phi chính thức do thống đốc đề cử. Ngoài ra, dưới quyền thống đốc đặt chức vụ thủ hiến, do lãnh tụ của đảng chiếm đa số trong Hội nghị lập pháp đảm nhiệm, chia sẻ quyền lực với thống đốc. Thống đốc tiếp tục kiểm soát các lĩnh vực như sự vụ đối ngoại, nội an, phòng vệ, truyền thông và quan hệ với dân chúng, trong khi không ít quyền lực chế định chính sách dân sinh nằm trong tay của thủ hiến.
Hội đồng hành chính hiện hữu bị thay thế bằng Hội đồng bộ trưởng, do thống đốc làm chủ tịch, gồm ba thành viên "đương nhiên" (bố chính ty, luật chính ty, tài chính ty) và sáu thành viên được bổ nhiệm còn lại, cùng với thủ hiến và năm thành viên khác của Hội nghị lập pháp. Mặc dù Thống đốc là chủ tịch của Hội đồng bộ trưởng, song thủ hiến có thể chỉ đạo thảo luận, trong khi các thành viên khác của hội đồng cũng là nghị viên và có thể cũng đảm nhiệm các vị trí bộ trưởng khác, tương tự như hệ thống Westminster và nghị viện.

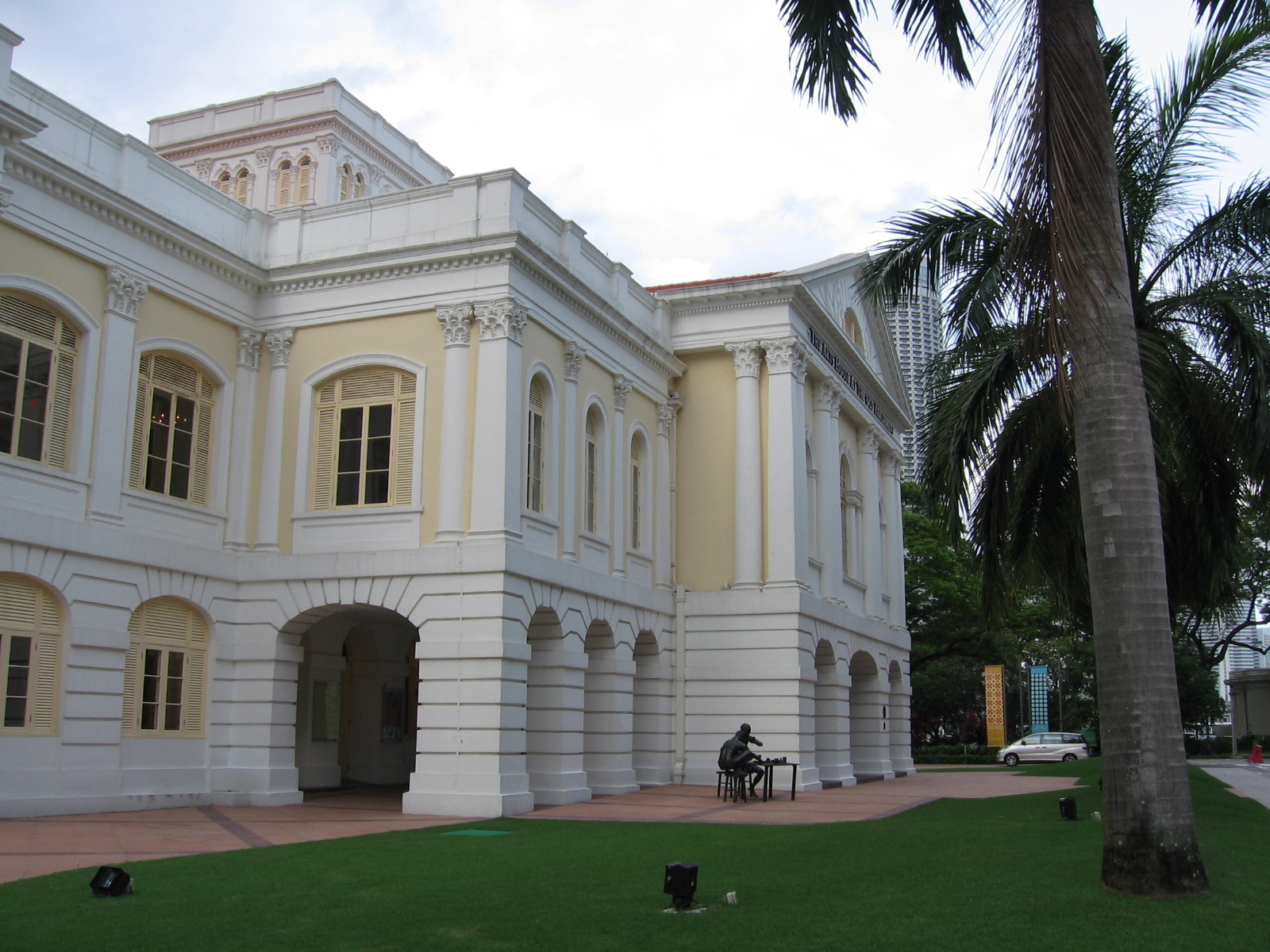
Lâm Hữu Phúc giành chiến thắng trong bầu cử Hội nghị lập pháp 1955, đại diện cho khu vực Havelock, và được bộ nhiệm làm Bộ trưởng Lao động và Phúc lợi. Trong ảnh là Tòa nhà Hội nghị lập pháp cũ của Singapore.

Tháng 4 năm 1955, Mặt trận Lao động do Marshall lãnh đạo giành được 10/25 ghế nghị viên dân cử trong bầu cử Hội nghị lập pháp. các ghế còn lại thuộc về Đảng Tiến bộ (4), liên minh UMNO－MCA－SMU (3), Đảng Nhân dân Hành động (3), Đảng Dân chủ (2) và ba ứng cử viên độc lập. Sau bầu cử, Marshall trở thành thủ hiến đầu tiên của Singapore, song do Mặt trận Lao động không giành được đa số tuyệt đối nên ông lập một chính phủ liên hiệp với liên minh UMNO-MCA-SMU, và bổ nhiệm hai nghị viên ủy nhiệm phi chính thức thân Mặt trận Lao động vào Hội nghị lập pháp dưới hiệp trợ của Thống đốc John Nicoll, mới có thể khống chế hữu hiệu Hội nghị lập pháp. Lâm Hữu Phúc đắc cử làm nghị viên đại diện cho khu vực Havelock, ông là người duy nhất quá độ thuận lợi từ Hội đồng lập pháp sang nghị viên dân cử Hội nghị Lập pháp.
Sau bầu cử, Lâm Hữu Phúc được Marshall bổ nhiệm làm Bộ trưởng Lao động và Phúc lợi, đồng thời ông từ chức chủ tịch của Tổng hội công đoàn. Đương thời, đình công tại Singapore nối tiếp nhau, thường leo thang thành bất ổn dân sự, do đó với thân phận là Bộ trưởng Lao động và Phúc lợi, Lâm Hữu Phúc thường đại diện chính phủ tham gia hòa giải và hiệp trợ bình ổn và hóa giải đình công. Ông từng xử lý bãi công xe buýt Phúc Lợi trong tháng 4-5 năm 1955, bãi công từ tháng 5-7 cùng năm của Công đoàn Cục cảng vụ Singapore, và bãi công của nhân viên các khách sạn, của công chức Hội đồng thành phố Singapore, hay của nhân viên Công ty Xe điện Singapore. Trong đó, đình công xe buýt Phúc Lợi diễn biến thành bạo động vào tháng 5 năm 1955, làm thiệt mạng bốn người và bị thương ba người, trong đó có hai nhân viên cảnh sát thiệt mạng.
Không lâu sau, Marshall dẫn một phái đoàn gồm đại diện các chính đảng lớn đi cùng với Thống đốc Robert Black đến Luân Đôn, Anh Quốc vào tháng 3 năm 1956, nhằm triển khai đàm phán với phía Anh về quyền tự trị tại Singapore. Tuy nhiên, đến tháng 5 cùng năm thì đàm phán thất bại, Marshall trở về Singapore rồi tuyên bố từ chức thủ hiến vào ngày 6 tháng 6. Ngày 8 tháng 6 năm 1956, Phó thủ hiến kiêm Bộ trưởng Lao động và Phúc Lợi Lưu Hữu Phúc tiếp nhiệm, trở thành thủ hiến thứ II của Singapore.
Hội đồng Bộ trưởng của Lâm Hữu Phúc tương đồng như dưới thời Marshall. Ông tiếp tục kiêm nhiệm Bộ trưởng Lao động và Phúc lợi, các thành viên khác gồm có Phó thủ hiến Abdul Hamid bin Haji Jumat (Bộ trưởng chính quyền địa phương, Địa chính và Nhà ở), J. M. Jumabhoy (Bộ trưởng Công thương), Francis Thomas (Bộ trưởng Thông tin và Công vụ), Chu Thụy Kỳ (Bộ trưởng Giáo dục) và A. J. Braga (Bộ trưởng Y tế). Tuy nhiên, cựu thủ hiến Marshall sau đó rút khỏi Mặt trận Lao động rồi tự lập Đảng Công nhân. Đến tháng 3 năm 1958, Lâm Hữu Phúc được bầu làm chủ tịch của Mặt trận Lao động, củng cố địa vị của mình trong đảng.

### Thủ hiến

#### Bạo động trường Hoa ngữ
Sau khi tiếp nhiệm chức vụ thủ hiến, ưu tiên hàng đầu của ông là giành tự trị toàn diện cho Singapore từ Chính phủ Anh. Người Anh đã suy xét đến vấn đề tương lai của Singapore ngay từ thời Marshall còn làm thủ hiến. Người Anh đương thời đã đồng ý cho Malaya độc lập, do suy xét đến giá trị chiến lược về địa lý của Singapore, người Anh muốn tiếp tục khổng chế sự vụ ngoại giao và phòng vệ của Singapore. Do đó, người Anh chỉ có khuynh hướng cấp cho Singapore quyền tự trị thay vì độc lập như hy vọng của địa phương. Mặc dù thống đốc đương thời là Robert Black đã có thái độ cởi mở và thân thiện hơn về quyền tự quản cho Singapore, so với người tiền nhiệm John Nicoll, song ông nhận định tiến trình tự trị cần tiến hành tuần tự theo nhiều giai đoạn. Nếu bàn giao quyền lực được tiến hành quá gấp, các nhà lãnh đạo chính trị tự quản có thể không đủ kinh nghiệm quản trị.

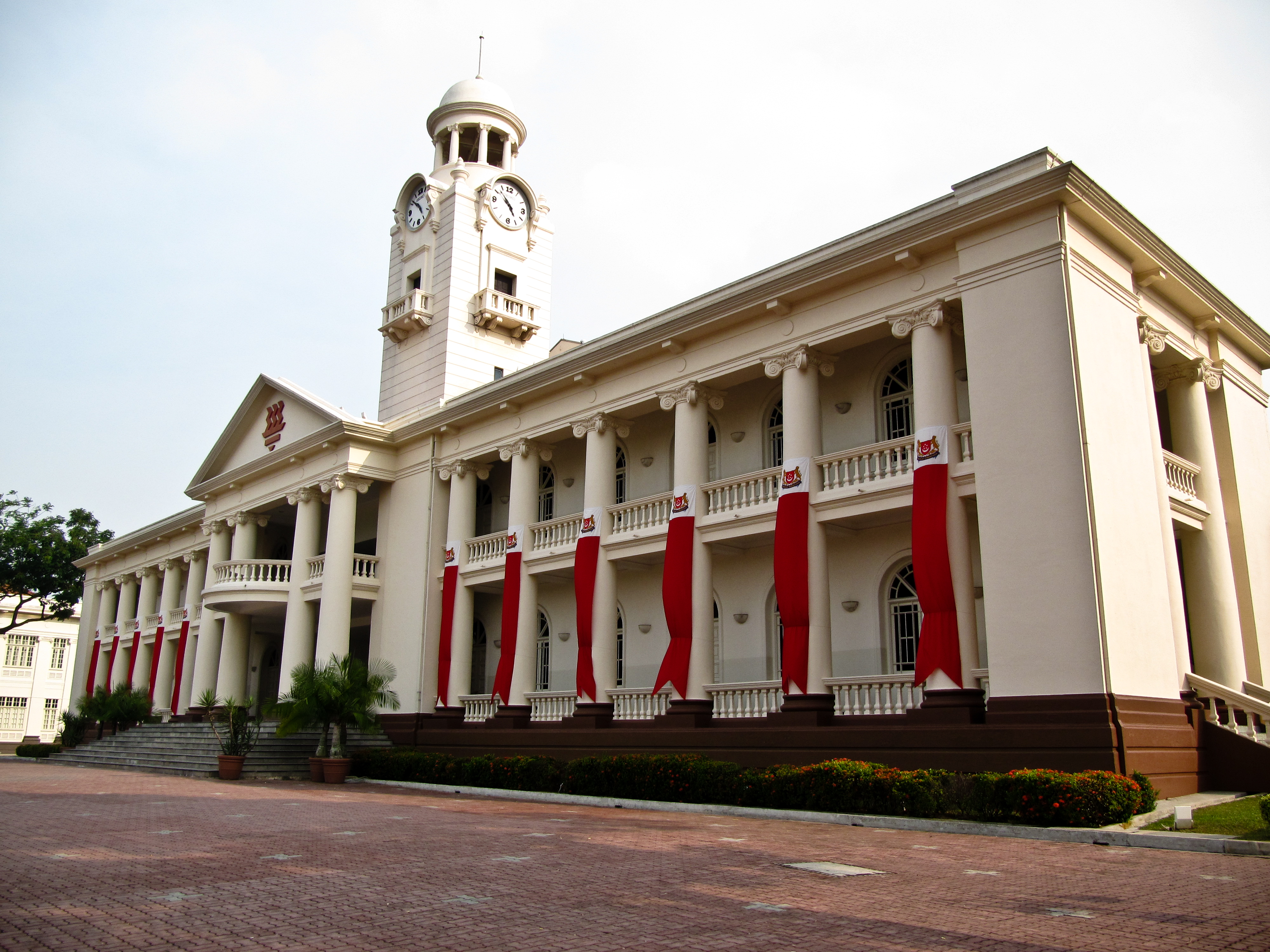
Bạo động trung học Hoa ngữ trong tháng 10 năm 1956 bùng phát tại Trung học Hoa kiều

Trong bối cảnh đó, khi Marshall dẫn một phái đoàn từ tháng 3 đến tháng 5 năm 1956 đi đàm phán với Anh về tự trị, Robert Black nhấn mạnh Singapore cần ưu tiên giải quyết vấn đề an ninh nội bộ mới đủ điều kiện thực thi tự trị, thêm vào đó Marshall một mực lấy chống thực dân để hiệu triệu, trong thời kỳ làm thủ hiến không có năng lực đả kích hữu hiệu sự kiện rối loạn và bạo lực do phái tả kích động, lại thêm ông kiên trì tranh thủ Singapore độc lập toàn diện, không chịu nhượng bộ, cuối cùng khiến phía Anh nhận định thời cơ chưa thành thục, cự tuyệt cho Singapore thi hành toàn diện tự trị, khiến đàm phán thất bại
Nhằm tăng cường an ninh nội bộ của Singapore, Lâm Hữu Phúc từ tháng 9 đến tháng 11 năm 1956 và tháng 8 năm 1958 dẫn "Điều lệ Duy trì an ninh công chúng", hai lần tiến hành lùng bắt quy mô lớn nhân vật công đoàn, giáo viên và học sinh phái tả cấp tiến, một bộ phận trong đó bị trục xuất; trong hành động vào năm 1956, một lượng lớn tổ chức bị cho là thân cộng sản như Hội liên hiệp phụ nữ Singapore, Đoàn hợp xướng chiêng đồng Singapore, Hội liên hiệp học sinh trung học Hoa văn Singapore bị nhà đương cục niêm phong cấm chỉ. Tháng 10 năm 1956, một loạt hành động lùng bắt quy mô lớn kích động giáo viên và học sinh Trung học Trung Chính và Trung học Hoa Kiều phát động kháng nghị ngồi, cuối cùng diễn biến thành náo động quy mô lớn.
Trong lần náo động này, Lâm Hữu Phúc dưới sự ủng hộ của Robert Black vào ngày 26 tháng 10 năm 1956 phái cảnh sát chống bạo động tiến vào trường giải tán kháng nghị. Chính phủ còn áp đặt lệnh giới nghiêm từ ngày 26 tháng 10 đến 2 tháng 11, do vậy dập tắt hữu hiệu náo động. Tuy nhiên, trong năm ngày có 13 người thiệt mạng trong náo loạn, hơn một trăm người bị thương. Sau đó, số người bị nhà đương cục câu lưu lên tới vài trăm, trong đó bao gồm các nghị viện Lâm Thanh Tường, Phương Thủy Song và Devan Nair- các đảng viên thuộc phái tả trong Đảng Hành động Nhân dân, phải đến sau khi Đảng Nhân dân Hành động lên nắm quyền vào năm 1959 thì họ mới được phóng thích.

#### Đàm phán tự trị
Lâm Hữu Phúc có thái độ cứng rắn với phái tả, khiến Chính phủ Anh sau khi tái thẩm tra nhận định rằng an ninh nội chính của Singapore đã được đảm bảo, cuối cùng xúc tiến tiếp tục đàm phán tự trị từ tháng 12 năm 1956 đến tháng 6 năm 1958. Dưới quyền lãnh đạo của Lâm Hữu Phúc, đại biểu các chính đảng chủ yếu đến Luân Đôn vào tháng 3 năm 1957, cùng với phía Anh triển khai đàm phán chính thức về thời gian biểu tự trị cho Singapore. Họ đạt được một sự nhất trí trong tháng 4, khi vào ngày 11 tháng 4 Lâm Hữu Phúc đại diện cho Singapore ký một hiệp nghị hiến pháp mới với Bộ trưởng Thuộc địa Anh Alan Lennox-Boyd. Các đại biểu từ Singapore tại Luân Đôn soạn thảo một hiến pháp mới;
Tháng 8 năm 1958, Quốc hội Anh thông qua "Pháp lệnh quốc gia tự trị Singapore". Căn cứ theo hiệp nghị, phía Anh đồng ý gia tăng mạnh số ghế trong Hội nghị Lập pháp trong tổng tuyển cử năm 1959, toàn bộ số đại biểu do dân cử theo thể thức phổ thông; Singapore sẽ trở thành một quốc gia tự trị, thủ hiến và hội đồng bộ trưởng lần lượt được thay thế bằng thủ tướng và nội các, toàn quyền xử lý các sự vụ ngoại trừ quốc phòng và ngoại giao; Yang di-Pertuan Negara sẽ thay thế chức vụ thống đốc hiện hữu.
Trong tháng 10 năm 1957, Lâm Hữu Phúc xúc tiến Hội nghị lập pháp thông qua "Điều lệ quyền công dân Singapore". Điều lệ lần đầu tiết thiết lập thân phận công dân Singapore, bất kỳ ai sinh tại Singapore, sinh bên ngoài Singapore và có cha sinh tại Singapore và không có quốc tịch ngoại quốc, sinh tại Liên bang Malaya đồng thời đã định cư đủ hai năm, công dân Anh Quốc và các thuộc địa định cư đủ hai năm. và người ngoại quốc đã định cư đủ 10 năm, đều có thể trở thành công dân Singapore. Nhằm biểu chương thành tích của ông, Đại học Malaya vào tháng 9 năm 1957 trao học vị danh dự Tiến sĩ Luật pháp cho ông, và nguyên thủ Malaya Tuanku Abdul Rahman vào tháng 8 năm 1958 trao cho ông huân chương công lao vệ quốc hạng nhất, do đó ông đạt được tước Mã Lai 'Tun'.

#### Thừa nhận Đại học Nam Dương

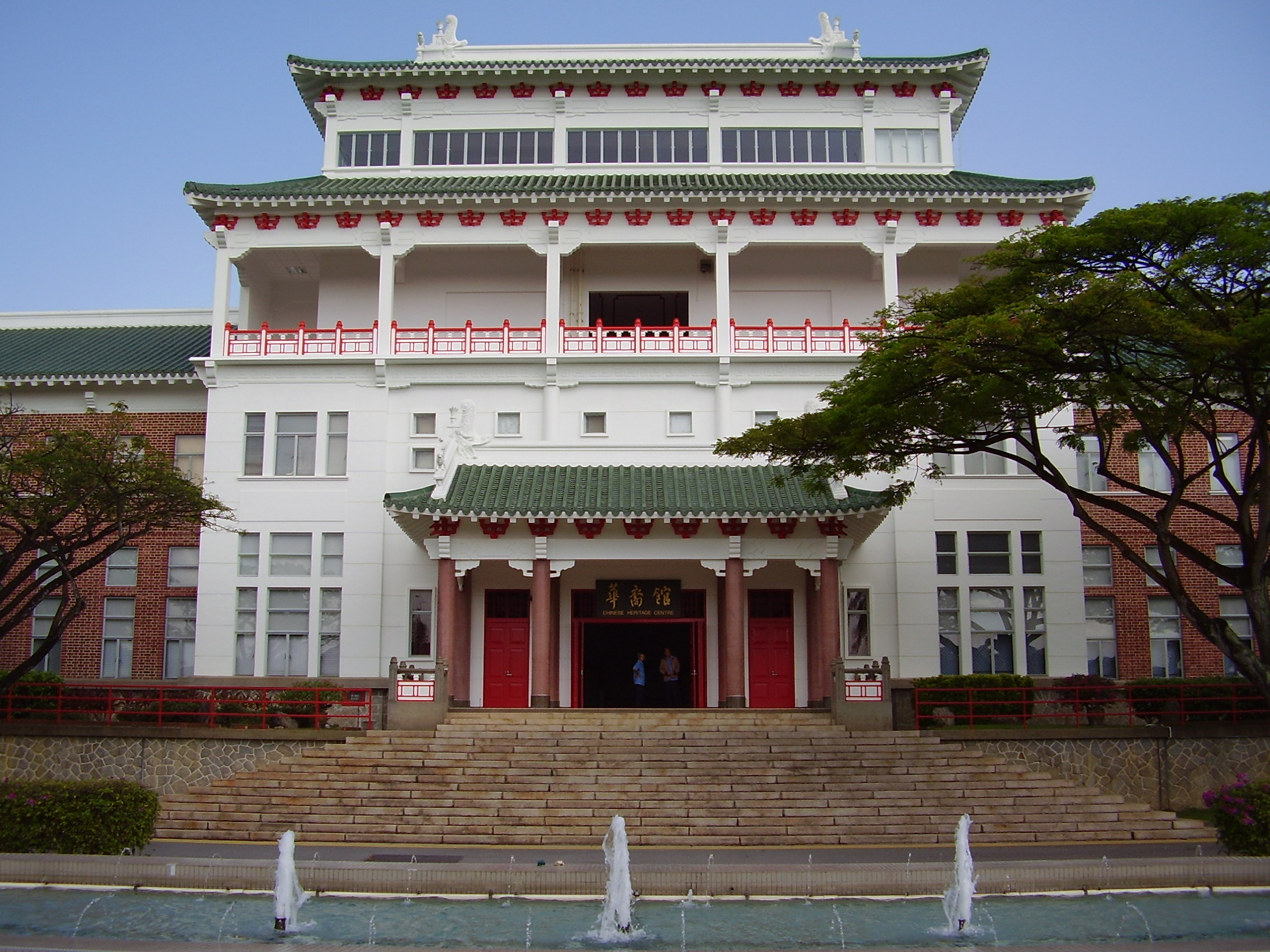
Đại học Nam Dương lần đầu tiên được chính phủ tài trợ vào năm 1958.

Sau một loạt hành động trấn áp giáo viên và học sinh phái tả, khi thời điểm trở thành quốc gia tự trị vào tháng 6 năm 1959 đến gần, Lâm Hữu Phúc vì muốn tranh thủ sự ủng hộ của cử tri gốc Hoa chiếm đại đa số nên có thái độ thân thiện hơn với Đại học Nam Dương so với trước. Đại học Nam Dương là đại học đầu tiên tại Singapore lấy tiếng Hoa làm ngôn ngữ giảng dạy, do Trần Lục Sử và những thương nhân khác có quê tổ tại Phúc Kiến bỏ tiền sáng lập vào năm 1953. Tuy nhiên, do chính phủ thực dân có chính sách ưu tiên tiếng Anh, lại thêm việc Đại học Nam Dương bị cho là có cộng sản thâm nhập, do vậy bị chính phủ đối xử lãnh đạm. Trong thời kỳ David Marshall nắm quyền, Bộ trưởng Giáo dục Chu Thụy Kỳ vào tháng 5 năm 1956 biểu thị học vị do Đại học Nam Dương cấp không được chính phủ thừa nhận.
Từ sau khi Lâm Hữu Phúc tiếp nhậm chức thủ hiến, Chính phủ mặc dù tiếp tục phương châm không thừa nhận toàn diện học vị của Đại học Nam Dương, song có thái độ tích cực hơn với sự phát triển của Đại học. Tháng 3 năm 1958, giảng đường của Đại học Nam Dương hoàn thành, họ mời được thống đốc đương thời là William Goode đến chủ trì lễ khánh thành giáo đường, phản ánh sự trọng thị của chính phủ đối với Đại học Nam Dương. Trong tháng 10 năm 1958, chính phủ của Lâm Hữu Phúc tuyên bố tài trợ 840.000 đô la Malaya cho Đại học Nam Dương, một nửa để sử dụng làm kinh phí cho đại học, một nửa sử dụng làm học bổng cho sinh viên. Đây là lần dầu tiên Đại học Nam Dương được chính phủ tài trợ. Tháng 3 năm 1959, Lâm Hữu Phúc đề xuất Hội nghị lập pháp thông qua "Điều lệ Đại học Nam Dương", chính thức công nhận địa vị đại học của Đại học Nam Dương.
Lâm Hữu Phúc còn tái xét khả năng thừa nhận toàn diện học vị của Đại học Nam Dương. Tháng 1 năm 1959, ông ủy nhiệm Uỷ ban Prescott do S. L. Prescott đứng đầu để phụ trách đánh giá trình độ và khả năng công nhận học vị của Đại học Nam Dương. Tuy nhiên, trong Báo cáo Prescott đệ trình lên chính phủ trong tháng 3 cùng năm, ủy ban phê bình gay gắt Đại học Nam Dương, và vấn đề chính phủ thừa nhận toàn diện học vị của Đại học Nam Dương được bảo lưu. Lâm Hữu Phúc không muốn mất đi sự ủng hộ từ dân chúng và khiến chiến dịch tranh cử của mình gặp nguy hiểm, do đó ông không phát hành báo cáo này ngay. Đến sau khi Singapore trở thành quốc gia tự trị vào tháng 7 năm 1959, báo cáo mới được công khai ra bên ngoài, song lúc này Lâm Hữu Phúc đã rời khỏi chức vụ thủ hiến.

#### Đánh mất ủng hộ
Mặc dù Lâm Hữu Phúc thành công trong việc tranh thủ tự trị toàn diện cho Singapore từ Anh, song do ông tiến hành trấn áp cứng rắn giáo viên và học sinh trường Hoa ngữ nên để mất sự ủng hộ của cử tri gốc Hoa chiếm đại đa số trên đảo. Ông còn gây không ít phản ứng tiêu cực của dư luận; bao gồm vào năm 1957 thuận theo yêu cầu của Chính phủ Anh mà bán đảo Christmas cho Chính phủ Úc với giá thấp, và kiên trì gia hạn hiệu lực của "Điều lệ duy trì an ninh công chúng". Ngoài ra, chính phủ của Lâm Hữu Phúc không có năng lực đả kích hữu hiệu các tổ chức bí mật đang phát triển nhanh chóng, các thành viên xã hội đen ẩu đả diễn ra thường xuyên, khiến trị an ngày càng xấu đi; Dân sinh xã hội và phát triển kinh tế đình trệ; Bộ trưởng Giáo dục Chu Thụy Kỳ vào đầu năm 1959 bị Đảng Hành động Nhân dân vạch trần việc tham ô món tiền lớn, đều khiến cho độ ủng hộ dành cho Mặt trận Lao động của Lâm Hữu Phúc xuống thấp.
Ngược lại, Đảng Nhân dân Hành động dưới quyền lãnh đạo của Đỗ Tiến Tài và Lý Quang Diệu thông qua việc công kích Mặt trận Lao động là bù nhìn cho chính phủ Anh nên nhận được nhiều ủng hộ của dân chúng, từng bước tiến sát Lâm Hữu Phúc và Mặt trận Lao động. Năm 1957, trải qua cải tổ quy mô lớn, Hội đồng Thành phố Singapore tổ chức bầu cử lần đầu tiên; Đảng Hành động Nhân dân giành được 13 trong số 32 ghế còn Mặt trận Lao động chỉ giành được bốn ghế. Vào năm sau, Mặt trận Lao động lại thất bại trước Đảng Nhân dân Hành động trong bầu cử bổ sung tại Kallang tổ chức vào tháng 7. Tháng 11 năm 1958, Lâm Hữu Phúc thành lập Liên minh Nhân dân Singapore (SPA), nhậm chức chủ tịch. Tuy nhiên, ý đồ vãn hồi sự ủng hộ của dân chúng này có tác dụng không lớn.
Ngày 31 tháng 3 năm 1959, căn cứ theo hiến pháp mới, Hội nghị lập pháp Thuộc địa Singapore chính thức giải tán. Một cuộc bầu cử được tổ chức vào ngày 30 tháng 5 cùng năm, toàn bộ 51 ghế của Hội nghị lập pháp mới được sản sinh thông qua phổ thông đầu phiếu. Theo kết quả kiểm phiếu, 43 trong số 51 ứng cử viên của Đảng Nhân dân Hành động đắc cử; Liên minh Nhân dân Singapore do Lâm Hữu Phúc lãnh đạo có 31 người ứng cử song thảm bại khi chỉ có bốn người đắc cử; Tổ chức Dân tộc Mã Lai Thống nhất giành được ba ghế, ghế còn lại thuộc về một ứng cử viên độc lập. Đảng Xã hội chủ nghĩa Tự do (E. H. Holloway lãnh đạo), Đảng Công nhân (David Marshall lãnh đạo) và Mặt trận Lao động (Francis Thomas lãnh đạo) không giành được ghế nào.
Ngày 1 tháng 6 năm 1959, Lâm Hữu Phúc trình đơn từ chức cho thống đốc, hai ngày sau chính thức rời khỏi chức vụ thủ hiến. Cùng ngày 3 tháng 6, Anh chính thức tuyên bố thành lập Quốc gia tự trị Singapore, đánh dấu kết thúc cai trị thực dân của Anh. Bí thư trưởng của Đảng Nhân dân Hành động là Lý Quang Diệu vào ngày hôm sau lấy thân phận thủ hiến hình thành chính phủ, ngày 5 tháng 6 tuyên thệ nhậm chức thủ tướng đầu tiên của Singapore.

### Tham gia chính đàn Malaysia
Lâm Hữu Phúc giành chiến thắng tại khu vực Cairnhill trong bầu cử năm 1959, duy trì ghế trong hội nghị lập pháp của Singapore, đồng thời đảm nhiệm vai trò lãnh đạo đối lập, tuy nhiên ảnh hưởng chính trị của ông không ngừng suy giảm. Lâm Hữu Phúc bắt đầu bớt hứng thú với chính trị Singapore; ngược lại, trong thời gian ông đảm nhiệm chức vụ thủ hiến, đã cùng Thủ tướng Malaya Tunku Abdul Rahman thiết lập quan hệ hữu hảo, dần quan tâm đến chính trị Malaya; Ông còn chủ trương Singapore hợp nhất cùng Malaya nhằm đạt mục tiêu độc lập từ Anh.
Sau một cuộc trưng cầu dân ý được tổ chức tại Singapore, liên bang Malaysia được tuyên cáo thành lập vào tháng 9 năm 1963, bao gồm Malaya, Singapore, Sarawak và Bắc Borneo. Hội nghị lập pháp của Singapore tổ chức bầu cử trong cùng tháng; Liên minh Nhân dân Singapore thành lập Đảng Liên minh Singapore cùng một số thành viên đối lập khác vào năm 1961, dưới sự ủng hộ của liên minh cầm quyền tại Malaysia lần này lại nỗ lực thách thức Đảng Hành động Nhân dân. Tuy nhiên, Lâm Hữu Phúc không tham gia tranh cử và Đảng Liên minh không giành được ghế nào; ông tuyên bố từ nhiệm chủ tịch Liên minh Nhân dân Singapore, từ đó cáo biệt Hội nghị lập pháp và dần mờ nhạt trên chính đàn Singapore. Tháng 1 năm 1964, Thủ tướng Malaysia Tunku Abdul Rahman tuyên bố ủy nhiệm Lâm Hữu Phúc làm Cao ủy Malaysia tại Úc. Sau khi Singapore độc lập từ Malaysia vào tháng 8 năm 1965, ông được cấp hộ chiếu Malaysia, trở thành công dân Malaysia, đồng thời vẫn nhậm chức Cao ủy Malaysia tại Úc. Đương thời ông hình dung bản thân là 'đứa con bị cha mẹ xa lánh', hy vọng Singapore và Malaysia sẽ tái thống nhất.

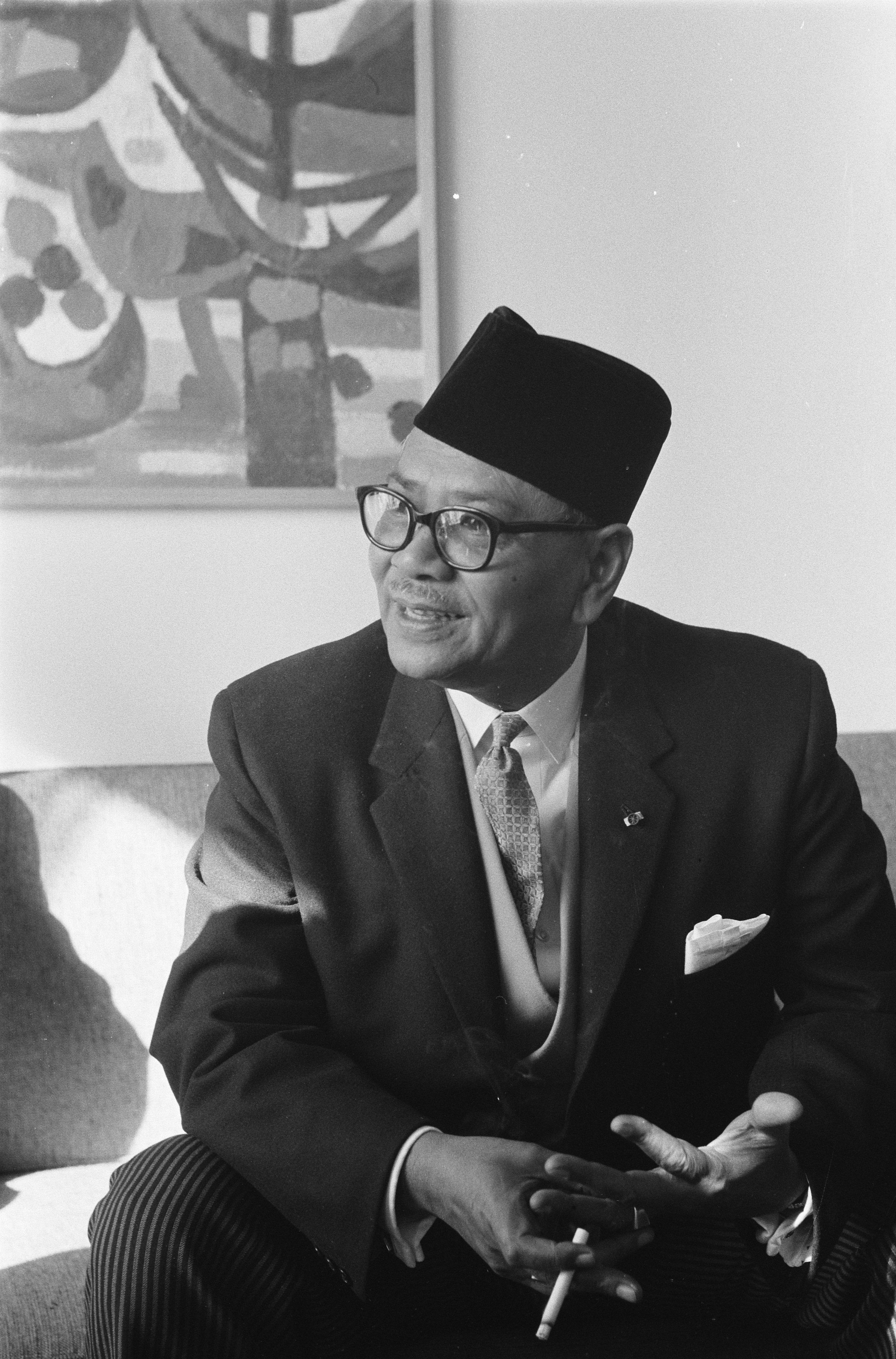
Thủ tướng Malaysia Tunku Abdul Rahman có quan hệ hữu hảo với Lâm Hữu Phúc.

Trong thời gian đảm nhiệm chức vụ tại Canberra, Úc, đột nhiên lan truyền tin tức ông mất tích vào ngày 11 tháng 6 năm 1966, tạm thời gây dư luận xôn xao tại Úc cùng Singapore-Malaysia. Một ký giả tại Sydney nói rằng trông thấy Lâm Hữu Phúc dùng tên giả "Hawk" đi chuyến bay nội địa đến Sydney. Cũng có tin đồn rằng Lâm Hữu Phúc lui tới Câu lạc bộ Paradise tại Kings Cross, New South Wales và một vũ nữ thoát y tên Sandra Nelson được ông ưa thích từ trước. Tuy nhiên, Lâm Hữu Phúc ở đâu cuối cùng vẫn không rõ, cảnh sát không thể liên hệ được với Sandra Nelson.
Sau khi ông mất tích, Cảnh sát Úc lập tức triển khai tìm kiếm quy mô lớn; Chính phủ Malaysia cũng phái đặc sứ sang Úc tìm kiếm, trong khi vợ và hai con gái của ông cũng sang Úc hiệp trợ tìm kiếm. Trong một cuộc phỏng vấn với truyền hình Úc, phu nhân của Lâm Hữu Phúc rơi lệ yêu cầu chồng mình sớm trở về. Mặt khác, đặc sứ của Chính phủ Malaysia nói với ký giả rằng Lâm Hữu Phúc có khả năng bị thương do trượt chân, và có thể hiện đang được một ai đó chăm sóc. Tại thủ đô Kuala Lumpur, Thủ tướng Tunku Abdul Rahman trả lời ký giả Úc qua điện thoại, kêu gọi Lâm Hữu Phúc xuất hiện, đồng thời biểu thị "Người bạn của tôi hãy trở về, tôi sẽ hoan nghênh bạn, tôi rất vui lòng để chuyện quá khứ thành quá khứ."
Sau chín ngày mất tích, một người điều hành nhà nghỉ tên là Vincent Laus chở Lâm Hữu Phúc về đến Canberra vào ngày 19 tháng 6 năm 1966, đương thời trạng thái tinh thần của ông không tốt. Vincent Laus nói rằng mình gặp Lâm Hữu Phúc trên đường phố Sydney và phát hiện ông thân thể không khỏe và nôn mửa; Vincent Laus đưa ông về nhà nghỉ của mình để tĩnh dưỡng, nhiều ngày sau mới phát hiện ông chính là yếu nhân Malaysia mà cảnh sát đang tìm kiếm. Tuy nhiên, truyền thông có nhiều nghi ngờ về giải thích của Vincent Laus, bao gồm tại sao phải mất nhiều ngày mới phát hiện thân phận thực của Lâm Hữu Phúc, và tại sao không cầu viện cảnh sát trợ giúp thay vì tự thân lái xe đưa Lâm Hữu Phúc về đến Canberra. Chính phủ Malaysia từ chối bình luận thêm về việc Lâm Hữu Phúc mất tích, trong khi đặc sứ của Malaysia chỉ hình dung Vincent Laus là một 'Người Samari nhân đức', khiến sự kiện đầy bí ẩn.
Không lâu sau, Lâm Hữu Phúc trở về Kuala Lumpur vào tháng 7 năm 1966, với người nhà tháp tùng. Tại Malaysia, quốc dân đặt câu hỏi về việc Lâm Hữu Phúc và vũ nữ thoát y Sandra Nelson phát triển quan hệ ngoại tình, song Lâm Hữu Phúc phủ nhận. Sandra Nelson cũng nhận phỏng vấn của ký giả, cô nhấn mạnh rằng mình và Lâm Hữu Phúc chỉ là bạn bè thông thường và rằng cô hoàn toàn không biết ông ở đâu trong thời gian ông mất tích. Các thành viên đối lập trong Quốc hội Malaysia thậm chí còn mời cô đến Malaysia để trả lời câu hỏi về quan hệ của cô với Lâm Hữu Phúc, song cô cự tuyệt; song biểu thị nếu như nghị viên quốc hội muốn ảnh của cô, cô có thể gửi một xấp lớn cho họ.
Trước khi ông mất tích, Bộ Ngoại giao Malaysia đã có kế hoạch để ông đảm nhiệm chức vụ Đại sứ Malaysia tại Ý. Tuy nhiên, sau sự kiện mất tích, Bộ Ngoại giao sắp xếp cho ông làm Phó Bí thư trưởng tại trụ sở Bộ Ngoại giao tại Kuala Lumpur. Lâm Hữu Phúc từ chức tại Bộ Ngoại giao trong tháng 8 năm 1968, đánh dấu kết thúc sự nghiệp chính trị của ông tại Malaysia. Không lâu sau, Chính phủ Malaysia đột nhiên thu hồi tước "Tun" của ông vào cuối tháng 11 cùng năm, khiến sự kiện ông mất tích tại Úc càng thêm phần phức tạp và khó hiểu. Theo giải thích trong tự truyện của Lâm Hữu Phúc xuất bản sau khi ông từ trần, năm đó tình cảm vợ chồng ông xuất hiện rạn nứt, khiến tâm trạng ông suy sụp, mới chọn cách mất tích.

### Những năm cuối đời
Lâm Hữu Phúc bị trọng thương trong một tai nạn giao thông vào tháng 9 năm 1961. Mặc dù sau đó ông hoàn toàn bình phục, song thỉnh thoảng lại xuất hiện vấn đề sức khỏe, chẳng hạn như trước sự kiện mất tích vào tháng 6 năm 1966, ông từng trải qua hai tháng trị liệu. Sau khi từ chức tại Bộ Ngoại giao Malaysia, Lâm Hữu Phúc ban đầu định cư tại Malacca, sau khi quan hệ hôn nhân tan vỡ, vào tháng 7 năm 1972 ông chọn cách gia nhập Hồi giáo và di cư sang Mecca, Ả Rập Xê Út để bắt đầu cuộc sống mới. Ông đổi sang tên gọi mang sắc thái Hồi giáo là Haji Omar Lim Yew Hock.
Trong những năm cuối đời, Lâm Hữu Phúc chuyển đến Jeddah. Ông gia nhập Tổ chức Hợp tác Hồi giáo và làm việc trong vai trò một trợ lý đặc biệt cho Chủ tịch của Ngân hàng Phát triển Hồi giáo. Ông từ trần vào ngày 30 tháng 11 năm 1984 tại nhà ở Jeddah, hưởng thọ 70, và được an táng tại Mecca vào tối hôm đó. Tự truyện của ông mang tên Reflections được xuất bản tại Kuala Lumpur vào năm 1986.

## Di sản
Không như Lý Quang Diệu, David Marshall, Đỗ Tiến Tài và các lãnh tụ chính trị khác nổi lên sau Đại chiến là từng sang Anh theo học đại học tại các trường có danh tiếng, Lâm Hữu Phúc có xuất thân khiêm tốn, chỉ tiếp thu giáo dục bản địa. Mặc dù vậy, ông bắt đầu làm việc trong vai trò một thư ký và gia nhập công đoàn, tự mình nỗ lực từng bước đi lên. Ông thành công trong nỗ lực bước vào Hội đồng lập pháp và sau là Hội nghị lập pháp, cuối cùng được bổ nhiệm làm thủ hiến, từng có sức ảnh hưởng quan trọng tại Singapore thời kỳ thuộc địa.
Không như người tiền nhiệm Marshall, Lâm Hữu Phúc khi giữ chức thủ hiến chọn thái độ hợp tác với Chính phủ Anh. Ông giữ lập trường đối phó cứng rắn với đoàn thể và giáo viên-học sinh phái tả, từ đó giành được tín nhiệm của phía Anh, đồng thời xúc tiến Singapore và Anh tái triển khai đàm phán tự trị. Dưới sự lãnh đạo của ông, Singapore đạt thành hiệp nghị với Anh sau một loạt thương thảo, Singapore vào năm 1959 thực thi tự trị toàn diện. Tuy nhiên, Lâm Hữu Phúc do hành động trấn áp giáo viên-học sinh trường Hoa ngữ nên để mất sự ủng hộ của cử tri gốc Hoa chiếm đại đa số trên đảo. Hơn nữa, người Anh dần chuyển chú ý sang Đảng Hành động Nhân dân đối lập và thủ lĩnh Lý Quang Diệu trong đàm phán tự trị.
Lâm Hữu Phúc là người đặt nền tảng cho quyền tự trị toàn diện của Singapore, tuy nhiên ông để mất sự ủng hộ của cử tri, để chức thủ tướng rơi vào tay Lý Quang Diệu. Có ý kiến nhận định, Lâm Hữu Phúc mặc dù có sự nghiệp chính trị không như ý, song ông đã giành quyền tự trị toàn diện cho Singapore, còn loại trừ thế lực tả khuynh trong nội bộ Đảng Hành động Nhân dân, do đó tạo bước đệm cho Lý Quang Diệu, mở đường cho Lý Quang Diệu và Đảng Hành động Nhân dân trường kỳ chấp chính.
Sau khi rời khỏi chức vụ thủ hiến, ông dần mờ nhạt trên chính trường Singapore. Sự nghiệp chính trị của ông tại Singapore kết thúc khi ông chọn cách không tham gia bầu cử Hội nghị lập pháp vào năm 1963. Năm sau, Lâm Hữu Phúc chuyển sang tham gia chính trường Malaysia. Tuy nhiên, sự kiện mất tích năm 1966 tại Úc kết thúc sự nghiệp chính trị của ông tại Malaysia. Ông cuối cùng lựa chọn di cư sang Ả Rập Xê Út và không còn tham gia chính sự Singapore hay Malaysia. Trong tự truyện xuất bản sau này, ông tự bình phẩm:
“ Bất luận bản thân ở cương vị nào trong cuộc sống, tôi đều duy trì khiêm tốn... Tôi nhận thấy bản thân vĩ đại không có vĩ đại chân chính, song trong khiêm tốn lại có vĩ đại chân chính. Lâm Hữu Phúc trong thời gian tại nhiệm thủ hiến của Singapore không vĩ đại, song Thủ hiến Lâm Hữu Phúc vĩ đại khi vẫn giữ lòng khiêm tốn trong quan hệ với thuộc cấp. ”

## Sinh hoạt cá nhân
Năm 1937, Lâm Hữu Phúc kết hôn với Tạ Kim Nương (Chia Kim Neo), hai người có một con trai và ba con gái. Trải qua sự kiện mất tích năm 1966 và từ chức năm 1968, hôn nhân của ông được tuyên bố là tan vỡ. Sau khi cải sang Hồi giáo và cư trú tại Ả Rập Xê Út, ông tái hôn với một người gốc Hoa cũng cải sang Hồi giáo là Hajjah Hasnah Abdullah, hai người có một con gái tên là Hayati.

## Vinh dự

### Huân chương
- Huân chương công lao vệ quốc hạng nhất (S.M.N.) (Malaysia, trao tháng 8 năm 1958, thu hồi năm 1968[7][58])
- Huân chương danh dự hạng nhất của Quân chủ Brunei (Brunei, năm 1961[62])

### Tiến sĩ danh dự
- Tiến sĩ pháp luật
  - Đại học Malaya (tháng 9 năm 1957[7])

### Đầu hàm
- Lâm Hữu Phúc （Lim Yew Hock, 15/10/1914-8/1958)
- Tun Lâm Hữu Phúc, SMN (Tun Lim Yew Hock, SMN, 8/1958-11/1968)
- Lâm Hữu Phúc (11/1968-1972)
- Haji Omar Lâm Hữu Phúc (1972-30/11/1984)

## Tư liệu tham khảo

### Tư liệu tiếng Anh
- "MARSHALL NAMES HIS MEN Lưu trữ ngày 28 tháng 1 năm 2013 tại Wayback Machine", The Straits Times, ngày 7 tháng 4 năm 1955, p. 1.
- "DOCKS BOSS SIGNS THE AGREEMENT", The Straits Times, ngày 7 tháng 7 năm 1955, p. 7.
- "CITY COUNCIL WORKERS TO STRIKE", The Straits Times, ngày 15 tháng 8 năm 1955, p. 1.
- "GOVT. ASK ILO AID ON LABOUR TROUBLES", The Straits Times, ngày 31 tháng 8 năm 1955, p. 5.
- "Hotel strike inquiry", The Straits Times, ngày 7 tháng 10 năm 1955, p. 1.
- "STC strike: Mr. Lim has a plan", The Straits Times, ngày 28 tháng 12 năm 1955, p. 1.
- "THE NEW CABINET WITH SIR ROBERT", The Straits Times, ngày 9 tháng 6 năm 1956, p. 1.
- "Chinese Minister in War on Reds", The Canberra Times, ngày 19 tháng 10 năm 1956, p. 2.
- "Assembly Debates Bust-the-Gangs Bill", The Straits Times, ngày 14 tháng 8 năm 1958, p. 2.
- "The Peoples' Alliance", The Straits Times, ngày 12 tháng 11 năm 1958, p. 6.
- "FRANCIS THOMAS RESIGNS", The Straits Times, ngày 1 tháng 2 năm 1959, p. 1.
- "Chew Resigns", The Straits Times, ngày 4 tháng 3 năm 1959, p. 1.
- "A busy day for Lim", The Straits Times, ngày 7 tháng 3 năm 1959, p. 1.
- "'NO' TO NANYANG DEGREES", The Straits Times, ngày 23 tháng 6 năm 1959, p. 1.
- "Tengku takes the pulse of Tun Lim Yew Hock", The Straits Times, ngày 27 tháng 9 năm 1961, p. 7.
- Morais, John Victor, The Who's who in Malaysia. Solai Press, 1965.
- "The Diplomat & the Samaritan", Time Magazine, ngày 1 tháng 7 năm 1966.
- "Sandra: I'm ready to send a bundle of photos", The Straits Times, ngày 24 tháng 8 năm 1966, p. 11.
- Morais, John Victor, The Who's who in Malaysia. Solai Press, 1967.
- "TUN LIM: I HAVE QUIT FOREIGN MINISTRY", The Straits Times, ngày 7 tháng 11 năm 1968, p. 11.
- "I knew it was coming says Yew Hock", The Straits Times, ngày 30 tháng 11 năm 1968, p. 1.
- YEO, Kim-wah, Political Development of Singapore, 1945-1955. Singapore: Singapore University Press, 1973.
- "Lim Yew Hock dies in Jeddah", The Straits Times, ngày 1 tháng 12 năm 1984, p. 1.
- "Man who thumped the Reds", The Straits Times, ngày 1 tháng 12 năm 1984, p. 14.
- Lim, Yew Hock, Reflections. Kuala Lumpur: Pustaka Antara, 1986. ISBN 978-9-67937-029-4
- "1956 - Student Riots Lưu trữ ngày 5 tháng 11 năm 2007 tại Wayback Machine", Headlines, Lifelines, 1999.
- Wong, Ting-hong, "State Formation, Hegemony, and Nanyang University in Singapore, 1953 to 1965 Lưu trữ ngày 3 tháng 4 năm 2015 tại Wayback Machine", Formosan Education and Society, 1, 59-87, 2000, pp. 59–85.
- Wong, Ting-hong, Hegemonies Compared: State Formation and Chinese School Politics in Postwar Singapore and Hong Kong. Great Britain: Routledge, 2002. ISBN 978-0-41593-313-1
- Lau, Albert, "Lim Yew Hock", Oxford Dictionary of National Biography. Oxford University Press, 2004.
- Mukunthan, Michael, "Lim Yew Hock Lưu trữ ngày 31 tháng 10 năm 2013 tại Wayback Machine", Singapore Infopedia. National Library Board Singapore, 2004.
- Nor-Afidah, "Nanyang University Lưu trữ ngày 10 tháng 12 năm 2013 tại Wayback Machine", Singapore Infopedia. National Library Board Singapore, 2005.
- "ngày 11 tháng 4 năm 1957: Britain agrees to Singapore self-rule", BBC On This Day 1950 - 2005, 2005.
- Hong, Lysa, and, Huang, Jianli, The Scripting of a National History: Singapore and Its Pasts. Singapore: NUS Press, 2008. ISBN 978-9-88805-294-3
- Tan, Guan Heng, 100 Inspiring Rafflesians: 1823-2003. New Jersey: World Scientific, 2008. ISBN 978-9-81277-892-5
- Lee, Edwin, Singapore: The Unexpected Nation. Singapore: Institute of Southeast Asian Studies, 2008. ISBN 978-9-81230-797-2
- Tan, Kevin, Marshall of Singapore. Institute of Southeast Asian Studies, 2008. ISBN 978-9-81230-877-1
- Trocki, Carl A., Paths Not Taken: Political Pluralism in Post-War Singapore. Singapore: NUS Press, 2008. ISBN 978-9-97169-378-7
- Ng, Tze Lin Tania, "Rendel Commission Lưu trữ ngày 23 tháng 2 năm 2010 tại Wayback Machine", Singapore Infopedia. National Library Board Singapore, 2009.
- Quah, Jon S. T., Public Administration Singapore-Style. UK: Emerald Group Publishing, 2010. ISBN 978-1-84950-925-1
- "Singapore Legislative Assembly General Election - 1955", Singapore Infopedia. National Library Board Singapore, 2010.
- Sutherland, Duncan, "Sir Robert Black Lưu trữ ngày 26 tháng 1 năm 2014 tại Wayback Machine", Singapore Infopedia, ngày 25 tháng 6 năm 2010.
- Long, S. R. Joey, "Bringing the International and Transnational back in: Singapore, Decolonisation, and the Cold War", Singapore in Global History. Amsterdam: Amsterdam University Press, 2011, pp. 215–234. ISBN 978-9-04851-437-3
- Corfield, Justin, Historical Dictionary of Singapore. Singapore: Scarecrow Press, 2011.
- "A Forgotten Past – The Curious Case of Lim Yew Hock", Remember Singapore, ngày 13 tháng 11 năm 2012.

### Tư liệu tiếng Trung
- 李光耀，《李光耀40年政論選》。台北：聯經出版事業公司，1994年。ISBN 978-9-57081-182-7
- 李光耀，《李光耀回憶錄—風雨獨立路 Lưu trữ ngày 24 tháng 9 năm 2015 tại Wayback Machine》。北京：外文出版社，1998年9月。ISBN 978-7-11902-255-0
- 〈戰後馬來亞地區閩南人與華文教育之發展 Lưu trữ ngày 14 tháng 7 năm 2014 tại Wayback Machine〉，《新加坡文獻館》，2006年11月26日。
- 〈林有福是李光耀的上馬石 Lưu trữ ngày 14 tháng 7 năm 2014 tại Wayback Machine〉，《新加坡文獻館》，2008年4月3日。
- 〈陳六使南洋大學落成典禮致辭 Lưu trữ ngày 13 tháng 6 năm 2019 tại Wayback Machine〉，《新加坡文獻館》，2011年12月31日。
- 〈南洋大學的歷史事略〉，《南洋大學校友業餘網站》，2012年9月13日。